# Escut de Guixers
L'escut oficial de Guixers té el següent blasonament:
Escut caironat: de sinople, 6 rocs d'argent posats 1.2.3. formant una muntanya Per timbre una corona mural de poble.

## Història
Va ser aprovat el 2 de setembre de 1992.
Els rocs d'argent són un senyal parlant referent al nom del poble, ja que són la representació d'una muntanya de guix. De fet, al municipi hi ha pedreres de guix.